# Deutsche Leichtathletik-Meisterschaften 1975
Die 75. Deutschen Leichtathletik-Meisterschaften wurden vom 28. bis 29. Juni 1975 in Gelsenkirchen im Parkstadion ausgetragen.

## Wettbewerbsprogramm
Zusätzlich ins Meisterschaftsprogramm kamen in diesem Jahr drei Frauen-Disziplinen: der 400-Meter-Hürdenlauf, der Marathonlauf sowie die 4-mal-400-Meter-Staffel.

## Ausgelagerte Disziplinen
Außerdem wurden wie in den Jahren zuvor weitere Meisterschaftstitel an verschiedenen anderen Orten vergeben, darunter erstmals auch die Langstrecken über 3000 Meter der Frauen und 10.000 Meter der Männer, in der folgenden Auflistung in chronologischer Reihenfolge benannt.
- Crossläufe – Berlin, 1. März mit Einzel- / Mannschaftswertungen für Frauen und Männer auf jeweils zwei Streckenlängen (Mittel- / Langstrecke)
- 10.000 m (Männer) sowie 3000 m und 400 m Hürden (Frauen) – Bonn, 19. Mai
- Mehrkämpfe (Frauen: Fünfkampf) / (Männer: Zehnkampf) – Lübeck, 21./22. Juni mit Einzel- und Mannschaftswertungen
- 50-km-Gehen der Männer – Holzkirchen, 13. Juli mit Einzel- und Mannschaftswertung
- Marathonlauf der Männer Dülmen, 27. September mit Einzel- und Mannschaftswertung[2]
- Langstaffeln, Frauen: 3 × 800 m / Männer: 4 × 800 m und 4 × 1500 m – Bad Godesberg, 28. September im Rahmen der Deutschen Jugendmeisterschaften
- Marathonlauf der Frauen Bräunlingen, 11. Oktober mit Einzelwertung[3]

## Sportliche Leistungen
Ein Presseartikel greift den Leistungsstand der deutschen Leichtathletik auf, der nach dem besonderen Leistungshoch bei den Olympischen Spielen 1972 im eigenen Land anschließend in ein ziemliches Leistungstief geraten war, was sich im schlechten Abschneiden bei den internationalen Wettbewerben in diesen Jahren zeigte. Bei den Leichtathletik-Europameisterschaften 1974 in Rom hatte es gerade einmal zu einem Titel gereicht und beim in diesem Jahr noch bevorstehenden Leichtathletik-Europacup sollte es von wenigen Ausnahmen einmal abgesehen ebenfalls wenig Erfolgreiches zu sehen geben.

### Rekorde
In Bonn wurden auf den Langstrecken zwei Rekorde aufgestellt, ein gesamtdeutscher (DR) sowie bundesdeutscher Rekord (BR).
- Gesamtdeutscher Rekord: 3000-Meter-Lauf: 9:10,0 min – Ellen Wessinghage (TuS 04 Leverkusen)
- Bundesdeutscher Rekord: 10.000-Meter-Lauf: 28:08,0 min – Detlef Uhlemann (LG Bonn-Troisdorf)

## Medaillengewinner, Männer
Die folgende Übersicht fasst die Medaillengewinner und -gewinnerinnen zusammen. Eine ausführlichere Übersicht mit den jeweils ersten acht in den einzelnen Disziplinen findet sich unter dem Link Deutsche Leichtathletik-Meisterschaften 1975/Resultate.
| Disziplin                                   | Gold                                                                            | Leistung          | Silber                                                                          | Leistung        | Bronze                                                                                    | Leistung        |
| ------------------------------------------- | ------------------------------------------------------------------------------- | ----------------- | ------------------------------------------------------------------------------- | --------------- | ----------------------------------------------------------------------------------------- | --------------- |
| 100 m (Wind: +2,8)                          | Klaus Ehl (TV Wattenscheid 01)                                                  | 10,23 s0000       | Manfred Ommer (TSV Bayer 04 Leverkusen)                                         | 10,32 s00       | Dieter Steinmann (TV Wattenscheid 01)                                                     | 10,38 s00       |
| 200 m (Wind: +0,3)                          | Klaus Ehl (TV Wattenscheid 01)                                                  | 21,33 s0000       | Manfred Ommer (TSV Bayer 04 Leverkusen)                                         | 21,41 s00       | Jürgen Uschmann (TV Wattenscheid 01)                                                      | 21,42 s00       |
| 400 m                                       | Bernd Herrmann (TSV Bayer 04 Leverkusen)                                        | 45,10 s0000       | Horst-Rüdiger Schlöske (TSV Siemensstadt)                                       | 45,78 s00       | Karl Honz (VfB Stuttgart)                                                                 | 45,83 s00       |
| 800 m                                       | Willi Wülbeck (SG Osterfeld)                                                    | 1:47,1 min000     | Heinz Langenbach (CVJM Siegen)                                                  | 1:47,3 min0     | Josef Schmid (SV Salamander Kornwestheim)                                                 | 1:48,5 min0     |
| 1500 m                                      | Thomas Wessinghage (TuS 04 Leverkusen)                                          | 3:40,2 min000     | Paul-Heinz Wellmann (TuS 04 Leverkusen)                                         | 3:41,2 min0     | Jost Wollstein (DSC Oldenburg)                                                            | 3:43,5 min0     |
| 5000 m                                      | Klaus-Peter Hildenbrand (ASC Wella Darmstadt)                                   | 13:35,2 min000    | Hans-Jürgen Orthmann (LG Sieg)                                                  | 13:35,4 min0    | Karl Mann (ASC Wella Darmstadt)                                                           | 13:36,0 min0    |
| 10.000 m                                    | Detlef Uhlemann (LG Bonn-Troisdorf)                                             | 28:08,0 min BR    | Wolfgang Krüger (Gut-Heil Neumünster)                                           | 28:19,2 min0    | Hans-Jürgen Orthmann (LG Sieg)                                                            | 28:41,4 min0    |
| Marathon                                    | Günter Mielke (OSC Berlin)                                                      | 2:18:36 h000000   | Jochen Schirmer (LG Bonn-Troisdorf)                                             | 2:22:15 h0000   | Wolfgang Kelsch (LG Nürnberg)                                                             | 2:22:57 h0000   |
| Marathon, Mannschaftswertung                | LAC Quelle FürthReinhard Leibold Clemens Schneider-Strittmatter Alfredo Blasel  | 7:18:42 h000000   | Neuköllner SportfreundeIngo Sensburg Hans-Jürgen Rose Michael Weiß              | 7:25:22 h0000   | Preussen KrefeldPaul Peeters Gerd Quack Hermann Müller                                    | 7:32:32 h0000   |
| 110 m Hürden (Wind: -2,6)                   | Dieter Gebhard (SV Salamander Kornwestheim)                                     | 14,14 s0000       | Hans-Walter Schmitt (USC Mainz)                                                 | 14,35 s00       | Günther Nickel (TSV Bayer 04 Leverkusen)                                                  | 14,45 s00       |
| 400 m Hürden                                | Werner Reibert (USC Heidelberg)                                                 | 51,25 s0000       | Dieter Friedrich (LG PSV/WSV Wuppertal)                                         | 51,29 s00       | Hermann Köhler (TV Wattenscheid 01)                                                       | 51,37 s00       |
| 3000 m Hindernis                            | Michael Karst (SV Saar 05 Saarbrücken)                                          | 8:25,0 min000     | Gerd Frähmcke (LG Itzehoe)                                                      | 8:28,2 min0     | Willi Maier (SV Salamander Kornwestheim)                                                  | 8:29,6 min0     |
| 4 × 100 m Staffel                           | TV Wattenscheid 01Werner Bastians Klaus Ehl Dieter Steinmann Reinhard Borchert  | 39,68 s0000       | Jugend 07 BergheimHeinz Busche Helmut Feldges Laufenberg Franz-Peter Hofmeister | 40,77 s00       | SV Salamander KornwestheimThomas Dannecker Karlheinz Klotz Dieter Gebhard Rüdiger Harksen | 40,89 s00       |
| 4 × 400 m Staffel                           | TSV Bayer 04 LeverkusenWeissert Friedhelm Grimmiger Günter Karge Bernd Herrmann | 3:06,2 min000     | VfB StuttgartFalko Geiger Georg Nückles Karl-Heinz Bischoff Karl Honz           | 3:06,6 min0     | ASC Wella DarmstadtKurt Siehl Fritz Schäfer Zische Lothar Krieg                           | 3:10,1 min0     |
| 4 × 800 m Staffel                           | SV Salamander KornwestheimRudolf Pagel Willi Maier Paul Benz Josef Schmid       | 7:25,6 min000     | LG Bonn-TroisdorfWalter Hütter Rudolf Brückner Kai Hummel Reinhold Soyka        | 7:26,6 min0     | ASV KölnAbertsheim Mohamed Siddique / Pakistan Becke Henning von Papen                    | 7:27,4 min0     |
| 4 × 1500 m Staffel                          | LAC Quelle FürthHarald Schmaus Hans Bruckmeier Willi Holler Günter Zahn         | 15:16,6 min000    | ASC DarmstadtWilfried Raatz Karl Mann Urs Lufft Klaus-Peter Hildenbrand         | 15:21,8 min0    | TuS 04 LeverkusenJürgen Thiel Rodowski Thomas Wessinghage Paul-Heinz Wellmann             | 15:32,2 min0    |
| 20-km-Gehen                                 | Bernd Kannenberg (LAC Quelle Fürth)                                             | 1:27:45 h000000   | Gerhard Weidner (TSV Salzgitter)                                                | 1:30:49,2 h000  | Heinz Mayr (VfL Wolfsburg)                                                                | 1:33:42,6 h000  |
| 20-km-Gehen, Mannschaftswertung             | LAC Quelle FürthBernd Kannenberg Bob Henderson / USA Leo Frey                   | 4:36:38,0 h00000  | VfL WolfsburgHeinz Mayr Bernhard Schmidt Manfred Kolvenbach                     | 4:51:06,8 h000  | Eintracht Bad KreuznachHeinrich Schubert Rainer Tryankowski Walter Barzen                 | 4:52:11,0 h000  |
| 50 km Gehen                                 | Bernd Kannenberg (LAC Quelle Fürth)                                             | 4:01:33,4 h00000  | Gerhard Weidner (TSV Salzgitter)                                                | 4:03:52,2 h000  | Heinrich Schubert (Eintracht Bad Kreuznach)                                               | 4:19:31,6 h000  |
| 50 km Gehen, Mannschaftswertung             | LAC Quelle FürthBernd Kannenberg Leo Frey Alfons Schwarz                        | 12:53:56,0 h00000 | VfL WolfsburgSiegfried Richter Bernhard Schmidt Heinz Mayr                      | 13:31:48,0 h000 | Eintracht FrankfurtHans Michalski Walter Drössler Jürgen Schönfeld                        | 13:40:50,0 h000 |
| Hochsprung                                  | Walter Boller (USC Mainz)                                                       | 2,16 m            | Wolfgang Killing (Barmer TV 1846 Wuppertal)                                     | 2,13 m          | Bernd Mühle (USC Mainz)                                                                   | 2,13 m          |
| Stabhochsprung                              | Günther Lohre (SV Salamander Kornwestheim)                                      | 5,20 m            | Reinhard Kuretzky (TSV Bayer 04 Leverkusen)                                     | 5,10 m          | Robert Anders (Stuttgarter Kickers)                                                       | 5,00 m          |
| Weitsprung                                  | Joachim Busse (FC Bayer 05 Uerdingen)                                           | 7,68 m            | Ulrich Köwring (TV Wattenscheid 01)                                             | 7,64 m          | Dieter Steinmann (TV Wattenscheid 01)                                                     | 7,58 m          |
| Dreisprung                                  | Joachim Kugler (ASC Wella Darmstadt)                                            | 16,01 m           | Ludwig Franz (LAC Quelle Fürth)                                                 | 15,94 m         | Richard Kick (TSV 1860 München)                                                           | 15,82 m         |
| Kugelstoßen                                 | Ralf Reichenbach (OSC Berlin)                                                   | 19,73 m           | Ferdinand Schladen (LG Bonn-Troisdorf)                                          | 18,98 m         | Josef Forst (TV Wattenscheid 01)                                                          | 18,82 m         |
| Diskuswurf                                  | Klaus-Peter Hennig (TSV Bayer 04 Leverkusen)                                    | 60,08 m           | Hein-Direck Neu (TSV Bayer 04 Leverkusen)                                       | 59,76 m         | Wolfgang Klein (LC Rehlingen)                                                             | 54,80 m         |
| Hammerwurf                                  | Karl-Hans Riehm (Post Germania Trier)                                           | 77,44 m           | Walter Schmidt (ASC Wella Darmstadt)                                            | 75,84 m         | Klaus Ploghaus (ASC Wella Darmstadt)                                                      | 69,30 m         |
| Speerwurf                                   | Jörg Hein (Gut Heil Neumünster)                                                 | 79,36 m           | Klaus Wolfermann (SV Gendorf)                                                   | 78,00 m         | Peter Mörbel (USC Mainz)                                                                  | 75,56 m         |
| Zehnkampf, 1965er W. 2. Zeile: 1985er Wert. | Guido Kratschmer (USC Mainz)                                                    | 7744 P (7600 P)   | Winfried Hartweck (ART Düsseldorf)                                              | 7643 P (7486 P) | Klaus Flakus (TG Nürtingen)                                                               | 7438 P (7284 P) |
| Zehnkampf, Mannschaftswertung               | USC MainzGuido Kratschmer Alexander Wernsdorfer Frank Hensel                    | 22.550 P          | TSV Bayer 04 LeverkusenWolfgang Stamm Schumacher Sonnenberger                   | 20.799 P        | TG NürtingenKlaus Flakus Gerhard Klinger Fritz Mehl                                       | 20.695 P        |
| Crosslauf Mittelstrecke – 4580 m            | Günther Kohl (SC Vöhringen)                                                     | 15:06,2 min000    | Ingo Sensburg (Neuköllner Sportfreunde)                                         | 15:17,8 min0    | Wolf-Dieter Poschmann (TV Wattenscheid 01)                                                | 15:31,4 min0    |
| Crosslauf Mittelstrecke, Mannschaftswertung | TV Wattenscheid 01Wolf-Dieter Poschmann Hans-Dieter Schulten Winfried Hellwig   | Pl.-Ziff. 22      | LAC Quelle FürthHans Bruckmeier Willi Holler Karl-Ulrich Freitag                | Pl.-Ziff. 58    | ASC Wella DarmstadtHerbert Schmitt Wilfried Raatz Werner Schmitt                          | Pl.-Ziff. 71    |
| Crosslauf Langstrecke – 10.630 km           | Detlef Uhlemann (LG Bonn-Troisdorf)                                             | 35:17,8 min000    | Gerd Frähmcke (LG Itzehoe)                                                      | 35:44,2 min0    | Michael Karst (SV Saar 05 Saarbrücken)                                                    | 35:58,6 min0    |
| Crosslauf Langstrecke, Mannschaftswertung   | LAC Quelle FürthReinhard Leibold Anton Gorbunow Oswald Engel                    | Pl.-Ziff. 23      | ASC Wella DarmstadtKlaus-Peter Hildenbrand Karl Mann Helmut Jesberg             | Pl.-Ziff. 26    | LG Post/Siemens NürnbergWolfgang Kelsch Harald Döhla Karl-Heinz Leis                      | Pl.-Ziff. 46    |

## Medaillengewinnerinnen, Frauen
| Disziplin                                   | Gold | Leistung        | Silber                                                                                            | Leistung        | Bronze                                                                                                  | Leistung        |
| ------------------------------------------- | --- | --------------- | ------------------------------------------------------------------------------------------------- | --------------- | --- | --------------- |
| 100 m (Wind: +0,8)                          | Inge Helten (OSC Thier Dortmund)                                                                            | 11,39 s0000     | Elvira Possekel (LG Bonn-Troisdorf)                                                               | 11,66 s00       | Ulrike Jacob (LG Erlangen)                                                                              | 11,89 s00       |
| 200 m (Wind: -0,5)                          | Maren Gang geb. Schröder (VfB Stuttgart)                                                                    | 23,18 s0000     | Inge Helten (OSC Thier Dortmund)                                                                  | 23,42 s00       | Sigrid Goydke (OSC Berlin)                                                                              | 23,71 s00       |
| 400 m                                       | Rita Wilden geb. Jahn (TuS 04 Leverkusen)                                                                   | 51,69 s0000     | Elke Barth (TSV Bayer Dormagen)                                                                   | 52,24 s00       | Dagmar Jost (LG Frankfurt)                                                                              | 53,17 s00       |
| 800 m                                       | Ellen Wellmann geb. Tittel (TuS 04 Leverkusen)                                                              | 2:02,9 min000   | Gisela Klein geb. Ellenberger (TuS 04 Leverkusen)                                                 | 2:03,5 min0     | Angelika Traugott geb. Bittrich (TuS 04 Leverkusen)                                                     | 2:03,7 min0     |
| 1500 m                                      | Ellen Wellmann geb. Tittel (TuS 04 Leverkusen)                                                              | 4:19,2 min000   | Monika Greschner (Jugend 07 Bergheim)                                                             | 4:20,1 min0     | Sylvia Schenk (Eintracht Frankfurt)                                                                     | 4:20,9 min0     |
| 3000 m                                      | Ellen Wellmann geb. Tittel (TuS 04 Leverkusen)                                                              | 9:10,0 min DR   | Vera Kemper (TuS Neuenkamp)                                                                       | 9:21,8 min0     | Gudrun Hodey (VfL Eintracht Hagen)                                                                      | 9:25,2 min0     |
| Marathon                                    | Christa Vahlensieck geb. Kofferschläger (Barmer TV Wuppertal)                                               | 2:45:43 h000000 | Manuela Preuß (Bayer 05 Uerdingen)                                                                | 2:56:31 h0000   | Liane Winter (VfL Wolfsburg)                                                                            | 2:58:16 h0000   |
| 100 m Hürden (Wind: *0,1)                   | Silvia Kempin geb. Käwel (TuS 04 Leverkusen)                                                                | 13,38 s0000     | Edith Noeding / Peru (LAC Quelle Fürth)                                                           | 13,77 s00       | Margot Eppinger (LG Filder)                                                                             | 13,86 s00       |
| 400 m Hürden                                | Erika Weinstein geb. Götz (TuS 04 Leverkusen)                                                               | 58,2 s0000      | Karola Claus (TuS 04 Leverkusen)                                                                  | 58,3 s00        | Silvia Hollmann (OSC Thier Dortmund)                                                                    | 58,3 s00        |
| 4 × 100 m Staffel                           | LG Bonn-TroisdorfMarlies Kühn Brigitte Richter Elvira Possekel Birgit Wilkes                                | 45,16 s0000     | TSV Bayer DormagenJudith Wilcock Elke Barth Ute Weichenthal Elvira Springsguth                    | 45,20 s00       | TuS 04 LeverkusenAndrea Thelen Erika Weinstein geb. Götz Silvia Kempin geb. Käwel Rita Wilden geb. Jahn | 45,22 s00       |
| 4 × 400 m Staffel                           | TuS 04 LeverkusenChristel Frese Erika Weinstein geb. Götz Ellen Wellmann geb. Tittel Rita Wilden geb. Jahn  | 3:40,8 min000   | VfL WolfsburgHildegard Falck geb. Janze Gudrun Pohl Schneider Silke Rasch                         | 3:46,7 min0     | LAZ RhedeNiewenhues Heßling Maria Könning Roswitha Steverding                                           | 3:50,6 min0     |
| 3 × 800 m Staffel                           | TuS 04 Leverkusen IGisela Klein geb. Ellenberger Angelika Traugott geb. Bittrich Ellen Wellmann geb. Tittel | 6:23,0 min000   | TuS 04 Leverkusen IIErika Weinstein geb. Götz Brigitte Koczelnik Christel Schlaukötter            | 6:35,8 min0     | Bielefelder TGSilvia Kayser Ingrid Czechanowski Mathilde Heuing                                         | 6:36,8 min0     |
| Hochsprung                                  | Ulrike Meyfarth (ASV Köln)                                                                                  | 1,91 m          | Karin Geese geb. Wagner (USC Mainz)                                                               | 1,85 m          | Ellen Mundinger (USC Mainz)                                                                             | 1,79 m          |
| Weitsprung                                  | Christa Striezel geb. Herzog (Hamburger SV)                                                                 | 6,40 m          | Birgit Wilkes (LG Bonn-Troisdorf)                                                                 | 6,35 m          | Astrid Eimüller (TSV 1860 München)                                                                      | 6,30 m          |
| Kugelstoßen                                 | Eva Wilms (LG Neuaubing-Gilching)                                                                           | 17,36 m         | Helga Jaxt (USC Mainz)                                                                            | 14,76 m         | Jutta Weide (LG Steinbach-Bühl)                                                                         | 14,05 m         |
| Diskuswurf                                  | Liesel Westermann (TuS 04 Leverkusen)                                                                       | 57,68 m         | Anne-Chatrine Rühlow geb. Lafrenz (Preußen Münster)                                               | 50,60 m         | Marita Schuran geb. Becker (ASV Köln)                                                                   | 50,02 m         |
| Speerwurf                                   | Ursula Pietschmann (Stuttgarter Kickers)                                                                    | 57,76 m         | Ameli Koloska geb. Isermeyer (TV Nieder-Olm)                                                      | 54,26 m         | Ingrid Thyssen (Aachener TG)                                                                            | 50,08 m         |
| Fünfkampf, 1971er W. 2. Zeile: 1981er Wert. | Margot Eppinger (LG Filder)                                                                                 | 4503 P (4433 P) | Ulrike Jacob (LG Erlangen)                                                                        | 4403 P (4368 P) | Annette Stein (LG USC Bochum)                                                                           | 4355 P (4272 P) |
| Fünfkampf, Mannschaftswertung               | TSV 1860 MünchenKaren Mack Walburga Klemm Astrid Eimüller                                                   | 12.159 P        | LG FilderMargot Eppinger Karin Geiger Regine Münzenmaier                                          | 11.981 P        | LG USC BochumAnnette Stein Marlies Markert Pia Schnall                                                  | 11.431 P        |
| Crosslauf Mittelstrecke – 1940 m            | Ellen Wellmann geb. Tittel (TuS 04 Leverkusen)                                                              | 7:24,0 min000   | Christine Klemme (LG Göttingen)                                                                   | 7:31,0 min0     | Mathilde Heuing (Bielefelder TG)                                                                        | 7:35,4 min0     |
| Crosslauf Mittelstrecke, Mannschaftswertung | Bielefelder TGMathilde Heuing Silvia Kayser Gerlinde Püttmann                                               | Pl.-Ziff. 20    | TuS 04 LeverkusenEllen Wellmann geb. Tittel Angelika Traugott geb. Bittrich Christel Schlaukötter | Pl.-Ziff. 22    | ART DüsseldorfHedwig Romeyk Hutt Weber                                                                  | Pl.-Ziff. 51    |
| Crosslauf Langstrecke – 4580 m              | Vera Kemper (TuS Neuenkamp)                                                                                 | 17:38,4 min000  | Christa Vahlensieck geb. Kofferschläger (Barmer TV Wuppertal)                                     | 18:27,0 min0    | Charlotte Teske geb. Bernhard (ASC Wella Darmstadt)                                                     | 18:42,0 min0    |
| Crosslauf Langstrecke, Mannschaftswertung   | Barmer TV 1846 WuppertalChrista Vahlensieck Eva Oppermann Ingrid Unger                                      | Pl.-Ziff. 25    | LG Bonn-TroisdorfElisabeth Schüler Heide Brenner Annegret Schlemmer                               | Pl.-Ziff. 38    | SCC BerlinGerda Reinke Ursula Blaschke Wegner                                                           | Pl.-Ziff. 52    |